# Psychotria brandneriana
Psychotria brandneriana là một loài thực vật có hoa trong họ Thiến thảo. Loài này được (L.Linden) Robbr. miêu tả khoa học đầu tiên năm 1976.